# Nikolái Smetskoi
Nikolái Nikolayevich Smetskoi (en ruso: Николай Николаевич Смецкой; Moscú, 18 de octubre de 1852 - Sujumi, 9 de octubre de 1931) fue un filántropo y empresario ruso, creador del Arboretum de Sujumi y de los sanatorios abjasios para pacientes de tuberculosis.

## Biografía
Smetskoi nació en la familia de Nikolai Pavlovich Smetskoi, director delInstituto de Agrimensura Konstantinovsky, Smetskoi, y se graduó en la facultad de Derecho de la Universidad de Moscú. En 1882 se casó con la hija del arqueólogo Gueorgui Filimonov. Siete años más tarde, debido a la enfermedad de su esposa, la familia se mudó a Sujumi. 
Mientras vivió en Abjasia, hizo una contribución significativa al desarrollo de la ciencia, la economía y la cultura de la región. Aquí, en 1890-1910, Smetskoi instaló un gran parque de plantas subtropicales (en el actual jardín botánico de Sujumi) y construyó sanatorios para el tratamiento de pacientes pulmonares (un edificio en Agudzera y dos edificios en Gulripshi).
Además, se dedicó a actividades sociales y caritativas: fue miembro de la Duma de la ciudad de Sujumi y financió la construcción de varios edificios públicos en la ciudad.
Después del establecimiento del poder soviético,Smetskoi y su esposa se quedaron a vivir en su antigua finca en el arboreto (se les asignó el piso inferior) y desde 1923, se convirtió en pensionista. Murió en 1931 a causa de una hemorragia cerebral.

## Legado y homenajes
En 1964, se erigió un monumento a su fundador a la entrada del arboreto en el jardín botánico de Sujumi.